# Marina González
Marina González Lara (Malgrat de Mar, 15 dicembre 2002) è una ginnasta spagnola, membro della nazionale spagnola di ginnastica artistica .

## Carriera senior

### 2021
Viene scelta insieme ad Alba Petisco, Laura Bechdejú e Roxana Popa per partecipare alle Olimpiadi di Tokyo.
Il 25 luglio gareggia nelle Qualificazioni, ma la Spagna non riesce a qualificarsi per la finale a squadre.